# St. Paul (Nebraska)
St. Paul és una població dels Estats Units a l'estat de Nebraska. Segons el cens del 2000 tenia 2.218 habitants.

## Demografia
Segons el cens del 2000, St. Paul tenia 2.218 habitants, 935 habitatges, i 584 famílies. La densitat de població era de 807,9 habitants per km².
Dels 935 habitatges en un 32,2% hi vivien nens de menys de 18 anys, en un 49,8% hi vivien parelles casades, en un 9,2% dones solteres, i en un 37,5% no eren unitats familiars. En el 34,4% dels habitatges hi vivien persones soles el 22,8% de les quals corresponia a persones de 65 anys o més que vivien soles. El nombre mitjà de persones vivint en cada habitatge era de 2,33 i el nombre mitjà de persones que vivien en cada família era de 3,01.
Per edats la població es repartia de la següent manera: un 27,1% tenia menys de 18 anys, un 6,8% entre 18 i 24, un 24% entre 25 i 44, un 19,3% de 45 a 60 i un 22,9% 65 anys o més.
L'edat mediana era de 39 anys. Per cada 100 dones de 18 o més anys hi havia 81,8 homes.
La renda mediana per habitatge era de 31.818 $ i la renda mediana per família de 43.571 $. Els homes tenien una renda mediana de 32.051 $ mentre que les dones 19.776 $. La renda per capita de la població era de 17.596 $. Aproximadament el 5,8% de les famílies i el 8,3% de la població estaven per davall del llindar de pobresa.

## Poblacions més properes
El següent diagrama mostra les poblacions més properes.